# Margaret O'Brien
Margaret O'Brien, née Angela Maxine O'Brien le 15 janvier 1937 à San Diego, en Californie (États-Unis), est une actrice américaine.

## Biographie
Margaret O'Brien est à moitié irlandaise par sa mère et à moitié espagnole par son père. Sa mère, Gladys Flores, est une danseuse de flamenco qui se produit souvent avec sa sœur Marissa, également danseuse. Sa mère meurt quand elle a 17 ans.
Enfant actrice populaire qui tourne dans de grands films, elle reçoit l'Oscar de la jeunesse en 1944, à l'âge de sept ans. N'ayant pas réussi sa conversion vers des rôles d'adultes, elle se tourne vers la télévision. Dans une interview en 1957, alors qu'elle a 20 ans, elle déclare : « Ce qui est merveilleux avec la télévision, c'est qu'elle m'a donné une chance de sortir d'un âge difficile – ce que les films ne pouvaient pas faire pour moi. Aucun producteur de cinéma ne pouvait prendre le risque de me confier un rôle d'adulte ».

### Vie privée
En 1959, elle épouse Harold Allen Jr. dont elle divorce en 1968. Elle se remarie en 1974 au dirigeant de l'industrie sidérurgique Roy Thorvald Thorsen jusqu'à la mort de ce dernier. Leur fille, Mara Tolene Thorsen, naît en 1977.

## Filmographie
Cinéma

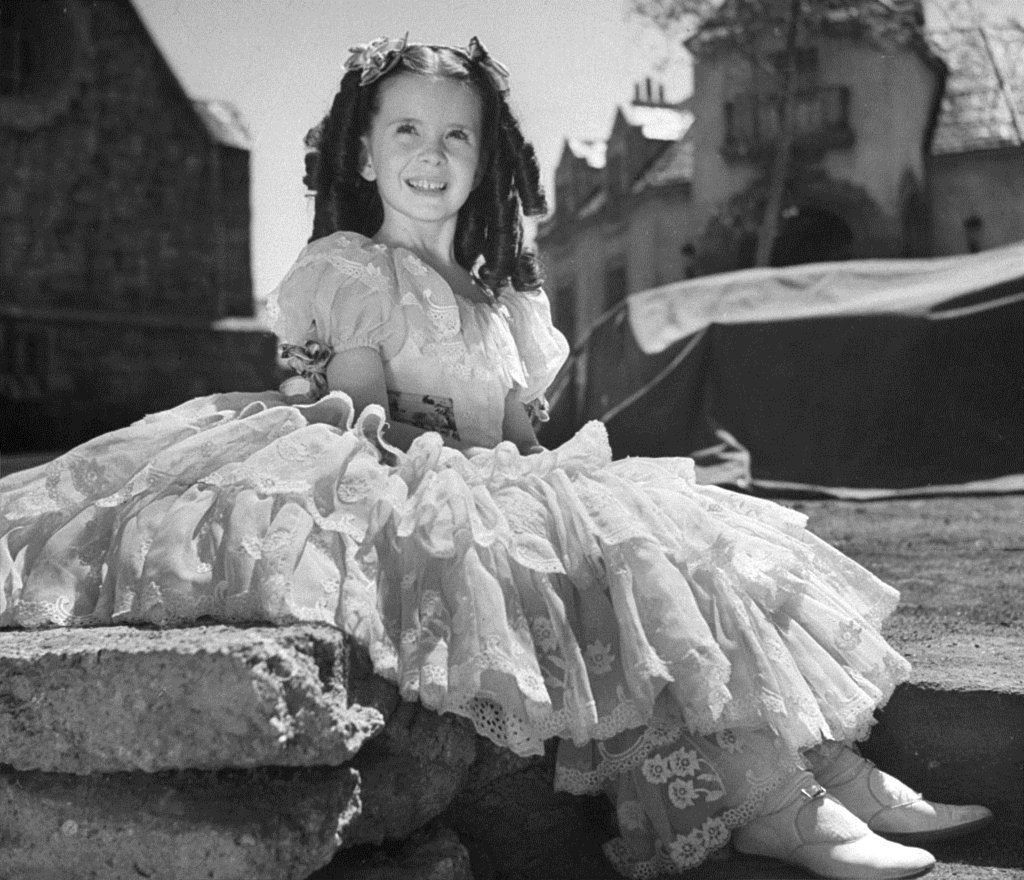
Margaret O'Brien dans Jane Eyre.

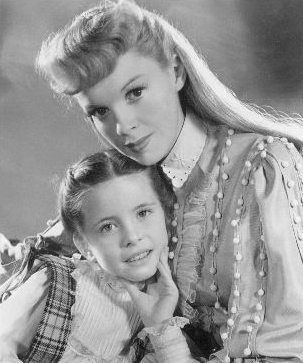
Margaret O'Brien et Judy Garland dans
Le Chant du Missouri.

- 1941 : Débuts à Broadway (Babes on Broadway) : Maxine, la petite fille à l'audition
- 1942 : Journey for Margaret : Margaret White
- 1943 : You, John Jones! : une fille
- 1943 : Dr. Gillespie's Criminal Case : Margaret
- 1943 : Madame Curie : Irene Curie à 5 ans
- 1943 : L'Ange perdu (Lost Angel) : Alpha
- 1943 : La Parade aux étoiles (Thousands Cheer) : elle-même
- 1943 : Jane Eyre (Jane Eyre), de Robert Stevenson : Adele Varens
- 1944 : Le Fantôme de Canterville (The Canterville Ghost) : Lady Jessica de Canterville
- 1944 : Le Chant du Missouri (Meet Me in St. Louis) : 'Tootie' Smith
- 1944 : Tendre symphonie (Music for Millions) : Mike
- 1945 : Our Vines Have Tender Grapes : Selma Jacobson
- 1946 : L'Ange et le Bandit (Bad Bascomb) : Emmy
- 1946 : Three Wise Fools : Sheila O'Monahan
- 1947 : La Danse inachevée (The Unfinished Dance) : Meg' Merlin
- 1948 : Big City de Norman Taurog : Midge
- 1948 : Tenth Avenue Angel : Flavia Mills
- 1949 : Les Quatre Filles du docteur March (Little Women) : Beth March
- 1949 : Le Jardin secret (The Secret Garden) : Mary Lennox
- 1951 : Her First Romance : Betty Foster
- 1952 : Futari no hitomi
- 1956 : Glory : Clarabel Tilbee
- 1960 : La Diablesse en collant rose (Heller in Pink Tights) : Della Southby
- 1968 : Annabelle Lee
- 1981 : Amy : Hazel Johnson
- 1996 : Sunset After Dark
- 2002 : Dead Season (Vidéo) : une lady qui observe amicalement
- 2009 : Dead in Love : Cris
- 2013 : Morella : Mme Danvers

Télévision
- 1951, 1953-1955 : Lux Video Theatre (en) (série télévisée) : Margaret / Laura / Elaine
- 1953 et 1958 : Studio One (série télévisée) : Julie Denton / Jenny Walker
- 1955 : Matinee Theatre (série télévisée) : Victoria
- 1955 et 1957 : Climax! (série télévisée) : Kathy Fathian / Chip / Angie Hawley
- 1956 : Front Row Center (série télévisée) : Ann
- 1957 : Suspicion (série télévisée) : Marjorie Reardon
- 1957 : General Electric Theater (série télévisée) : Sarah Trask
- 1957 et 1959 : Playhouse 90 (série télévisée) : Annie Brookes / Lila Norris
- 1958 : Pursuit (série télévisée) : Mara
- 1958 : Les Quatre Filles du docteur March (Little Women) (téléfilm) : Beth March
- 1958 : La Grande Caravane (Wagon Train) (série télévisée) : Julie Revere
- 1959 : The United States Steel Hour (en) (série télévisée) : Mary Clayborne
- 1959 : Rawhide (série télévisée) : Betsy Stauffer
- 1960 : Échec et mat (Checkmate) (série télévisée) : Angela Kendricks
- 1960 : Maggie (téléfilm) : Maggie Bradley
- 1961 : Le Jeune Docteur Kildare (série télévisée) : Nurse Lori Palmer
- 1961 : Aventures dans les îles (Adventures in Paradise) (série télévisée) : Phyllis Willoughby
- 1961 : The Aquanauts (série télévisée) : Ellen Marstand
- 1963 : Perry Mason (série télévisée) : Virginia Trent
- 1967 : Combat ! (Combat!) (série télévisée) : Marianne Fraisnet
- 1968 : L'homme de fer (Ironside) (série télévisée) : Louise Prescott
- 1969 : Love, American Style (série télévisée) : Miss Walker
- 1970 : Auto-patrouille (Adam-12) (série télévisée) : Mme Pendleton
- 1972 : Docteur Marcus Welby (Marcus Welby M.D.) (série télévisée) : Neva Phillips
- 1974 : Death in Space (téléfilm)
- 1977 : Testimony of Two Men (série télévisée) : Flora Bumpstead Eaton
- 1983 : Hôtel (série télévisée) : Martha Connelly
- 1986 : Histoires de l'autre monde (Tales from the Darkside) (série télévisée) : Mildred Webster
- 1991 : Arabesque (Murder She Wrote) (série télévisée) : Jane
- 2009 : Elf Sparkle Meets Christmas the Horse (téléfilm) : Miss Coyote (Voix)

## Anecdotes
- Lorsque la jeune actrice, connue pour ses capacités à pleurer sur commande, n'arrivait pas à déclencher ses larmes, sa mère lui signalait simplement que June Allyson, une de ses rivales au sein de la MGM, y arriverait, elle, sans problème, ce qui mettait, évidemment, Margaret O'Brien dans tous ses états[4].

- Margaret O'Brien fut récompensée en 1945 par un Oscar de la jeunesse (aujourd'hui disparu) pour son rôle dans Le Chant du Missouri. L'Oscar fut volé ; elle le chercha pendant cinquante ans jusqu'à ce que deux collectionneurs s'arrangent pour le lui faire parvenir à l'occasion d'un marché aux puces ("swap meet"). Le 7 février 1995, près de cinquante ans après qu'elle l'ait reçu pour la première fois et près de quarante ans après son vol, l'Académie des Oscars organise une cérémonie spéciale à Beverly Hills pour remettre officiellement à l'actrice la statuette volée.